# Peter Schoenaerts
Pour les articles homonymes, voir Schoenaerts.
Peter Michel Schoenaerts, né le 24 mai 1972 , est un acteur et linguiste belge expert en langues néerlandaise et anglaise.

## Biographie
Peter Schoenaerts étudie les langues germaniques à l'Université catholique de Louvain, puis les cours d'art dramatique à l'American Academy of Dramatic Arts à New York. Il travaille à l'Institut inter-facultaire des langues vivantes (nl) (Interfacultair Instituut voor Levende Talen) puis, à partir de 2009, au Taaluniecentrum NVT (nl) à Bruxelles. Il est aussi journaliste indépendant et rédacteur en chef de l'hebdomadaire belge Humo.
En 2001, Peter Schoenaerts est cofondateur de la compagnie théâtrale Fast Forward (nl), dont une des finalités est la production de pièces théâtrales éducatives en néerlandais.
En 2015, il écrit et met en scène le spectacle musical en néerlandais Gelukkig zijn (littéralement : Être heureux) destiné plus spécifiquement aux personnes en apprentissage de cette langue. Les acteurs de la troupe Fast Forward proviennent tous de pays différents et sont locuteurs de langues différentes. Le spectacle alterne textes et chansons d'artistes flamands aussi divers que Ann Christy, Isabelle A, Will Tura, Clouseau, Johan Verminnen, Raymond van het Groenewoud, Eva De Roovere (nl) et Noordkaap avec leur succès Ik hou van u.